# Domingo de Bonechea
Domingo (de) Bonechea Andonaegui (Getaria, 21 de setembre 1713 – Tahití, 26 de gener 1775), fou un navegant i explorador basc conegut pels seus viatges a Tahití descobrint alguns atols de les Tuamotu. Fou anomenat també en el seu temps Boenechea o Bonachea, i modernament Bonaechea o Bonetxea. El segon cognom s'ha suposat que era Iríbar. De fet hi ha dues partides de bateig a Getaria: Domingo Bonechea Yribar (8-8-1711) i Domingo Bonechea Andonaegui (21-9-1713); intercanviant-se sovint el segon cognom o la data de naixement.
Moltes de les illes visitades a les Tuamotu i les illes de la Societat ja havien sigut descobertes poc abans per Quirós, Wallis, Bougainville o Cook. Les expedicions van tenir escassa difusió, ja que no van tenir continuïtat i els diaris no van ser publicats fins molts anys després. Així i tot, són de gran valor etnològic.

## Context històric
Des de mitjans del segle xviii anglesos i francesos exploraven els Mar del Sud, considerat fins aleshores com un "llac espanyol". Wallis i Bougainville havien explorat Tahití, i Philip Carteret les Tuamotu. Els viatges de James Cook i de Jean-François de Surville van decidir al virrei del Perú, Manuel d'Amat i de Junyent, a organitzar unes expedicions per saber si existien establiments anglesos o francesos.
Després d'un primer viatge a l'illa de Pasqua, se'n preparava un segon per establir una missió evangelitzadora però a última hora es va canviar l'objectiu per dirigir-se a Tahití.

## Primer viatge a Tahití
El 26 de setembre del 1772 partia de El Callao la fragata Santa María Magdalena, coneguda com l'Águila. L'objectiu era esbrinar l'interès dels anglesos per l'illa de Tahití, i conèixer les condicions per establir una colònia i una missió evangelitzadora. L'expedició s'encarrega al capità Domingo de Bonechea, acompanyat de Tomás Gayangos i de Juan Hervé.
Després de creuar les Tuamotu, van arribar a Tahití anomenant-la Amat en honor del virrei. Van amarrar a la badia d'Airua. Durant un mes van establir relacions amb els tahitians recollint informació sobre l'illa i els seus habitants.
De tornada van intentar anar a l'illa de San Carlos (illa de Pasqua), tal com era l'objectiu inicial de l'expedició, però no la van trobar arribant fins a Valparaíso.
En el viatge de tornada havien embarcat quatre tahitians amb el propòsit d'evangelitzar-los i ensenyar-los castellà. Dos d'ells van morir el 1773: Tipitipia, batejat José, a Valparaíso; i Heiao, batejat Francisco José Amat, a Lima. Els altres dos, Pautu i Tetuanui, van ser batejats a la catedral de Lima amb els noms de Tomás i Manuel respectivament. Van tornar a Tahití en el segon viatge de Bonechea.
Els diaris de Bonechea i de Bonacarsi fan una descripció de l'illa, i el del franciscà José Amich inclou també un vocabulari.

### Ruta del primer viatge
- El Callao, 26 de setembre de 1772.
- San Simón y Judas (Tauere)
- San Quintín (Haraiki)
- Todos los Santos (Anaa), el dia de Tots Sants del 1772.
- San Cristóbal (Mehetia)
- Amat (Tahití), 8 de novembre al 20 de desembre. Durant l'estada van visitar Santo Domingo (Moorea).
- Valparaíso, 21 de febrer de 1773.
- El Callao, maig.

## Segon viatge a Tahití
El virrei envia una segona expedició de l'Águila per fundar un establiment amb soldats i missioners. De nou el comandament és pel capità Bonechea, amb Tomás Gayangos de segon. L'acompanya el vaixell Júpiter amb José de Andía y Varela. Els missioners són els franciscans Narciso González i el català Jerónimo Clota, assistits pels dos tahitians que serviran d'intèrprets, junt amb Máximo Rodríguez que havia après tahitià en el primer viatge.
En el port anomenat Santa Cruz, a la badia de Vaitepiha, construeixen una casa pels missioners. L'1 de gener de 1775 prenen possessió de l'illa d'Amat col·locant una creu amb la inscripció CHRISTUS VINCIT, CAROLUS III IMPERATOR 1774. Tres anys després, per deixar constància de la presència anglesa, James Cook hi va afegir GEORGIUS III, REX. ANNIS 1767, 1769, 1773 ET 1777.
Deixa a la missió els dos franciscans i l'intèrpret Máximo Rodríguez, i va a explorar l'illa de Raiatea. No trobant un bon port i trobant-se malalt, torna a Tahití on va morir el 26 de gener de 1775. És enterrat al costat de la creu davant de la missió, al districte de Tautira.

### Ruta del segon viatge
- El Callao, 20 de setembre de 1774.
- Tuamotu:
  - San Narciso (Tatakoto), descoberta el dia de Sant Narcís.
  - San Simón y Judas (Tauere)
  - Los Mártires (Tekokota), descoberta dies abans per Andía y Varela que la va anomenar La del Peligro.
  - San Juan (Hikueru)
  - San Quintín (Haraiki)
  - Todos los Santos (Anaa)
  - San Julián (Tahanea), descoberta.
  - San Blas (Motutunga)
- Illes de la Societat:
  - San Cristóbal (Mehetia)
  - Amat (Tahití), del 27 de setembre al 7 de gener de 1775.
  - La Princesa (Raiatea), 10 i 11 de gener. Passen per davant de Santo Domingo (Moorea), La Hermosa (Huahine), San Pedro (Bora Bora), San Antonio (Maupiti), La Pelada (Maiao), La de los Pájaros (Manuae) i Los Tres Hermanos (Tetiaroa).
  - Amat, del 15 al 28 de gener.
- Santa Rosa (Raivavae, a les illes Australs), 5 de febrer.
- El Callao, 13 d'abril.

## Epíleg
Tomás Gayangos va prendre el comandament de l'expedició i va tornar immediatament al Perú. Durant el viatge de tornada va descobrir Santa Rosa (Raivavae).
Máximo Rodríguez va conviure amb els tahitians, convertint-se en el primer occidental establert als Mars del Sud. El seu diari, escrit entre el 15 de desembre de 1774 i el 12 de desembre de 1775, té un gran valor etnològic i històric sobre la societat de Tahití. En canvi, els dos missioners franciscans van viure constantment atemorits i van decidir abandonar l'illa en el tercer i últim viatge de l'Águila.
El diari de Máximo Rodríguez no va ser publicat fins al segle xx, primer en anglès i després en francès. El diari de José Andía y Varela també va restar inèdit fins al segle xx.
El 1992 l'alcalde de Getaria va fer entrega a l'alcalde de Tautira d'una placa en memòria del capità Bonetxea, col·locada a l'entrada de l'església catòlica.